# Армяно-российские отношения
Дипломатические отношения между Арменией и Россией установлены 3 апреля 1992.
Армения считалась основным союзником России в Закавказье. Позиции России и Армении по большинству ключевых международных проблем совпадают или близки. Армения сотрудничает с Россией в рамках экономического блока ЕАЭС и военно-политического блока ОДКБ. Среди договоров и соглашений, определяющих межгосударственные отношения, — Договор о дружбе, сотрудничестве и взаимной помощи от 29 августа 1997 и ряд документов, регламентирующих пребывание российских воинских частей и соединений на территории Армении.

## История
Начиная с X века, стали отмечаться деловые контакты армянских купцов с Киевской Русью. В основном, торговые маршруты пролегали через Византию, Каспийское и Чёрное моря. К XIII веку, в связи с сельджукскими и монгольскими вторжениями в Армению, начали происходить процессы миграции армян в более северные области, что ещё больше укрепило сотрудничество между разными народами. В XIV веке в Москве обосновалась небольшая армянская торговая колония, а уже к XV веку армяне стали крупными импортёрами различных товаров (включая как шёлк, так и лошадей с драгоценностями). К середине XVI века торговая активность стала расти ещё сильнее за счёт выхода России к Волге и контроля этой морской артерии.
После распада Советского Союза, 3 апреля 1992 года между Российской Федерацией и Республикой Армения был подписан Протокол об установлении дипломатических отношений. На середину 2022 года двусторонняя правовая база насчитывает уже более 200 договоров.
Российско-армянские связи, которые отличаются дружественным взаимовыгодным характером и многовековой культурно-духовной близостью, на современном этапе развиваются на принципах, закреплённых в Договоре о дружбе, сотрудничестве и взаимной помощи между Российской Федерацией и Республикой Армения от 29 августа 1997 года, и Декларации о союзническом взаимодействии между Российской Федерацией и Республикой Армения, ориентированном в XXI век, от 26 сентября 2000 года.
Приход Никола Пашиняна к власти весной 2018 года в результате «бархатной революции» в целом сильно охладил российско-армянские отношения. Россия признала новые власти Армении легитимными, а сам Пашинян подчёркивал, что внешнеполитический курс Еревана не изменится. Вскоре, в Армении, по делу о разгоне массовых протестов в 2008 году были арестованы второй президент республики Роберт Кочарян и действующий генеральный секретарь ОДКБ Юрий Хачатуров. Впоследствии, преследование Роберта Кочаряна было прекращено за отсутствием состава преступления, а Юрий Хачатуров был оправдан в суде.

### Отношения в свете второй Карабахской войны
27 сентября 2020 года, с военного наступления Азербайджана на непризнанную Нагорно-Карабахскую республику, началась «Вторая Карабахская война». На всем протяжении войны, закончившейся для армянских сторон поражением, высокопоставленные российские чиновники подчёркивали нейтралитет России. Роль Москвы в конфликте ограничилась посреднической деятельностью, которая привела к подписанию заявления о прекращении огня, что по сути явилось актом капитуляции Армении.  Азербайджанский ученый-конфликтолог Ариф Юнусов говоря о роли России в во второй Карабахской войне отмечал, что Азербайджан не начал бы военные действия без согласия России.

### Отношения после завершения второй Карабахской войны
После второй карабахской войны, за ней последовали столкновения на армяно-азербайджанской границе, с последующим переносом боевых действий на территорию Армении. Несмотря на то, что боевые действия проходили на территории Армении, сдержанная реакция России на эти события стала подрывать доверие Армении к Москве, как гаранту безопасности. Игнорирование призывов о помощи из Армении, со стороны России и ОДКБ, привело к появлению в Армении слоя разочарованных союзниками людей. Как отмечает докторант «Центра российских исследований школы политики и международных отношений Восточно-китайского педагогического университета» в Шанхае Янко Шипанович, ОДКБ продолжает разочаровывать своих членов непоследовательностью и бездействием. Он отмечает, что избирательность действий стран-членов ОДКБ, очень огорчает союзников по блоку, в частности Армению, у которой возникли проблемы во время сентябрьского нападения Азербайджана. 
Отсутствие реакции России на нападение Азербайджана ухудшило отношения Москвы и Еревана. В сентябре 2023 года, комментируя бездействие Москвы,  премьер-министр Армении Никол Пашинян  заявил что в регионе возможна новая война. Он отметил что Россия фактически самоустранилась, и поэтому Москва не может больше обеспечить безопасность Армении. По словам Пашиняна, в своё время была допущена стратегическая ошибка, когда вся сфера безопасности Армении оказалась в полной зависимости от России. Прекрасно понимая, что Кремль не может (или не хочет) защищать не только этнических армян в Нагорном Карабахе, но и саму Армению, Ереван желая хоть как-то обезопасить себя, попытался укрепить свои политические и военные связи с со странами Запада. Однако буквально через несколько недель после слов премьер-министра Армении, Азербайджан пошёл в военное наступление на находящийся в зоне ответственности российских миротворцев Нагорный Карабах. Результатом этого наступления стала ликвидация Нагорно-Карабахской республики и полный исход армян из региона.  Российские миротворцы вопреки своим обязанностям, остались пассивными перед лицом азербайджанского нападения, ограничившись лишь распределением гуманитарной помощи и принятием беженцев на базе.  Согласно Штефану Майстеру и  Лауре Делкуре, Россия все больше стала координировать свои действия с Азербайджаном и Турцией, а последние действия Азербайджана против Нагорного Карабаха или Армении наверняка были согласованы с Москвой. Учёные отмечают, что без одобрения России эта военная операция Азербайджана была бы просто невозможна. Согласно им Москва заключает сделки с Азербайджаном за счёт карабахских армян и суверенитета армянского государства.
Таким образом после исходя армян из Нагорного Карабаха, Ереван стал дистанцироваться от Москвы. Армения обвиняла Россию в невыполнении своих обязательств в рамках межгосударственного оборонного договора, и в без действии ОДКБ. Кроме этого Ереван возлагал ответственность на Москву за падение Нагорного Карабаха, формальным защитником которого Россия стала после Второй карабахской войны 2020 года. В свою очередь Москва, для которой Азербайджан стал более важным партнёром, не желает ради Армении ставить под угрозу свои отношения с Азербайджаном и его союзником Турцией, поскольку концентрирует свои силы на войне в Украине. В итоге Армения, несмотря на членство в ОДКБ и двусторонние военные договора с Россией, осталась предоставленной самой себе.  Армянские власти после того как Россия не пришла на помощь при нападениях Азербайджана на Нагорный Карабах и Армению, перестали рассматривать Москву как надёжного партнёра. В ответ МИД России обвинил Ереван в совершении «недружественных шагов», а также озвучил завуалированными угрозами в адрес Еревана.

### Зангезурский коридор
После вооружённых атак на Армению, потери Нагорного Карабаха, и последовавшим за ним исходом армян из региона, Ереван окончательно перестал доверять Москве. В то же время Баку вознамерился проложить экстерриториальный коридор в свой эксклав Нахичевань через южный регион Армении. Азербайджан в случае отказа угрожал добиться своего силой. В стремлении получить коридор, Азербайджан поддержали Турция и Россия. Находящаяся под санкциями Москва была заинтересована в дополнительном маршруте в Турцию, а соглашение о прекращении огня 2020 года гарантировало её присутствие в регионе. В свою очередь Ереван не доверяет ни Москве, ни Баку, поэтому Армения видит в этом дополнительную угрозу.

## Голосования в международных структурах

### Голосование в ООН
27 марта 2014 года на голосовании Генеральной ассамблеи ООН по вопросу непризнания референдума в Крыму Армения в числе десяти стран проголосовала против, таким образом признав референдум и поддержав действия России. Ереван поддержал Россию из-за схожести ситуации Крыма с Нагорным Карабахом, а также из-за прочного союза Армении с Россией. В то время как Азербайджан по этой же причине поддержал территориальную целостность Украины, осуждая «экстремизм, радикализм и сепаратизм во всех их формах». Поддержка Ереваном России дорого обошлось Армении. Фактическое признание Крыма российским нанесло сильный дипломатический ущерб отношениям Армении с Украиной и странами Запада. В дальнейшем Армения голосовала против девяти ежегодных признававших целостность границ Украины резолюций ООН по Крыму.
В 2022 году Армения воздержалась как при голосовании, осуждающем российское вторжение, так и при голосовании, осуждающем аннексию четырёх областей Украины.

### Голосование в ПАСЕ
В апреле 2021 года в «Парламентской ассамблеи Совета Европы» прошло голосование по вопросу включения в повестку весенней сессии в экстренном порядке вопроса об армянских военнопленных удерживаемых Азербайджаном. Проект получил название «Армянские военнопленные, другие пленные и перемещенные лица». За включение вопроса в повестку проголосовали 93 делегата, «против»  –  21, и 18 воздержались.  На том голосовании Россия была представлена 12-ью депутатами, ни один из которых не поддержал про-армянскую резолюцию. Против включения вопроса в повестку, в унисон с турецкими и азербайджанскими депутатами, проголосовало 5 российских делегатов. Еще  7  российских делегатов воздержались от голосовании. Среди пяти российских депутатов проголосовавших против были глава российской делегации Леонид Слуцкий и бывшая фигуристка Ирина Роднина
.

## Экономическое сотрудничество
Экономические связи последовательно приближаются по своему уровню к взаимодействию в политической и военной сферах. Сальдо торгового баланса систематически положительно для России.
Активное наращивание объёмов товарооборота и инвестиционного взаимодействия (накоплено свыше $ 1,8 млрд капиталовложений) с Арменией укрепляет позиции России как её ключевого внешнеэкономического контрагента.
Активизируются двусторонние межрегиональные связи. В настоящее время в них вовлечено около 70 субъектов федерации, 15 из которых заключили с республикой соглашения о торгово-экономическом, научно-техническом и культурном взаимодействии.

За 2016 год — рост импорта из Армении в Россию на 70 %. В 2017 году подписан ряд документов о взаимном сотрудничестве.
«Хотя вступление Армении в ЕАЭС привело к определённым выгодам, но это также нарастило бюрократическое бремя по части торговли вне ЕАЭС. Членство в ЕАЭС ограничивает возможности Армении по ведению переговоров с третьими странами о льготных условиях торговли», говорится в докладе Всемирного банка «Армения: системная оценка страны».

### Инвестиции
К 2012 году Россия стала крупнейшим зарубежным инвестором в экономику Армении. Основной объём капиталовложений направлен в энергетический, банковский, металлургический и строительный секторы, отрасль связи.
По состоянию на 1 января 2012 года в Армении действовали 1380 предприятий и обособленных подразделений с российским капиталом (25,7 % предприятий с иностранным капиталом).

### Энергетика
Из российских компаний, действующих в сфере энергетики Армении, наиболее значима роль «Газпром Армения» (включая принадлежащий ей 5-й энергоблок Разданской ТЭС), которой принадлежат все системы транспортировки и распределения природного газа в республике.

За исключением бартерного обмена на электричество, весь потребляемый природный газ Армения закупает в России, хотя граничит с другим крупным экспортёром газа — Ираном, к которому на средства государственного бюджета проложен магистральный газопровод. При этом оплата транспортировки российского газа только по территории Грузии составляет около 10 % от его стоимости.
Согласно заключённому в 2013 году соглашению Армения обязуется обеспечить доходность компании на уровне не ниже 9 %. Стоимость закупаемого газа составляла в 2015 году 165 долларов, в 2016—2018 годах — 150 долларов, с 2019 года — 165 долларов за 1000 кубометров. С 2019 года накопился долг в размере около $ 30 млн. Компания собиралась повысить среднюю цену для потребителей в 2020 году на 11 %. Российский Газпром настаивает на заключении нового контракта о поставках с ценой на газ выше среднеевропейской. Армянская сторона с 2015 года предлагает оплачивать поставки газа в российских рублях и двигаться в рамках логики формирования общего энергетического рынка в ЕАЭС.
Также системно важную роль имеет деятельность российской компании «Ташир», в собственности и управлении которой находятся системы распределения электроэнергии, Севано-Разданский каскад ГЭС, энергоблоки 1-4 Разданской ТЭС.

### Транспортная инфраструктура
В 2008 году к ОАО «РЖД» перешло концессионное управление армянской железной дорогой, однако обещанные со стороны «РЖД» инвестиции не принесли заметного улучшения состояния железных дорог и подвижного состава в Армении. В частности, несмотря на заверения перед заключением концессионого договора, не реализована небольшая ветка Ванадзор-Фиолетово, которая сократила бы длину пути в сторону России на 150 км.
С целью нормализации транспортного сообщения страны с внешним миром, что устранило бы одно из главных препятствий для развития её экономики, совместно с Россией прорабатываются возможности организации регулярного функционирования железнодорожной паромной переправы Кавказ-Поти, открытия автомобильного паромного маршрута Новороссийск-Поти, возобновления сквозного железнодорожного сообщения через Абхазию. Тем не менее, несмотря на вступление Армении в ЕАЭС подвижек в этом вопросе нет.

## Культура
Армения участвует в реализации российского предложения о развитии многостороннего гуманитарного взаимодействия в формате СНГ.
С 1999 в Ереване действует Российско-армянский университет, где сейчас учится более двух тысяч студентов. В Армении работают 6 филиалов российских вузов: Академический Международный Институт (АМИ); Армянский Институт Туризма, Филиал Российской Международной Академии Туризма (АИТ); Ереванский Филиал Московского Государственного Университета Экономики, Статистики и Информатики (ЕФ МЭСИ); Российский Государственный Университет Туризма и Сервиса, Ереванский Филиал (РГУТиС); Санкт-Петербургский Институт Внешнеэкономических Связей, Экономики и Права (ИВЭСЭП) Ереванский Филиал; Современная Гуманитарная Академия Ереванское отделение (СГА). На базе филиалов российских вузов в Армении успешно действует молодёжная общественная организация «Ассоциация Студентов Российских Вузов в Армении» при Министерстве Иностранных дел РФ Федеральном агентстве по делам Содружества Независимых Государств (РОССОТРУДНИЧЕСТВО) Представительстве в Республике Армении. Традиционной стала практика предоставления российских государственных стипендий гражданам Армении. В 2005—2006 для их обучения в вузах России было выделено 363 бюджетных места, в том числе 130 для соотечественников. Разрабатываются контрольные цифры приёма армянских граждан на 2007/2008 учебный год. Тем не менее, в Армении сокращается число школ и классов с обучением на русском языке.
В республике пользуются большой популярностью и в целом достаточно широко транслируются российские телевизионные и радиопередачи, распространяются печатные издания. На Армению в полном объёме вещают каналы «Первый канал», «РТР Планета» и «Культура», на коммерческой основе доступны программы НТВ, ТВ Центр, РЕН-ТВ, информпродукты «Голоса России», Радио «Маяк» и ряда других телевизионных и радиостанций. На армянском медиа-рынке активно работают информагентства РИА «Новости» и «Регнум», создано агентство «Новости-Армения».
По оценке Посольства России в Армении, в республике проживает не более 8 тысяч русских (около 0,25 % населения РА). В Армении насчитывается пять основных неправительственных организаций соотечественников, объединённых в Координационный совет общественных организаций российских соотечественников Республики Армения. Российской стороной на постоянной основе осуществляются программы социальной поддержки соотечественников и русского языка в Армении.
Согласно переписи 2010 года, в России проживало свыше 1182 тыс. армян (около 0,8 % населения РФ по итогам переписи 2010 года). Таким образом, доля армян в населении РФ более чем в 3 раза превышает долю русских в Армении. Тем не менее возможности обучения армянскому языку в России значительно уступают возможностям обучения русскому языку в Армении.
В 2005—2006 организованы национальные годы — России в Армении и Армении в России.
22 апреля 2022 года на Пушкинском перевале в Армении был открыт памятник Александру Сергеевичу Пушкину. В церемонии открытия приняла участие большая делегация, в том числе посол России в Армении Сергей Копыркин и посол Армении в России Вагаршак Арутюнян, а также депутат Государственной думы РФ Александр Карелин и другие члены общественных и политических организаций.

### Галерея
- Бюст И.Ф. Паскевича, Ереван, Армения
- Обелиск в честь памяти русских воинов, принимавших участие в Ошаканской битве, недалеко от Эчмиадзина
- Мемориальный комплекс «Казакам—героям», посвящённый российским казакам — участникам Русско-персидских и Русско-турецких войн, Ереван
- Надпись у мемориального комплекса «Казакам—героям»
- Памятный монумент русским воинам возле Храма Покрова Пресвятой Богородицы в Ереване
- Обелиск «Единый крест» в Ереване
- Монумент русско-армянской дружбы, Абовян
- Памятник А.С. Пушкину, Гюмри
- Экспозиция в историческом музее Капана

## Военное сотрудничество
Российско-армянское взаимодействие в военной области было направлено на обеспечение безопасности обоих государств, южного фланга Содружества независимых государств и на стабильность в Закавказье. Армянские вооружённые силы участвуют в несении боевого дежурства в рамках Объединённой системы ПВО СНГ. На плановой основе осуществляется сотрудничество между министерствами обороны России и Армении.
На территории Армении дислоцируется 102-я российская военная база. В ноябре 2016 года была создана Объединённая группировка войск России и Армении (согласно подписанному министрами обороны России и Армении 30 ноября 2016 года договору, в группировку вошли 102-я российская база и подразделения Вооружённых сил Армении). Пограничная группа ФСБ России в Армении совместно с армянскими пограничниками несёт охрану границ республики с Турцией и Ираном.
После прихода к власти Никола Пашиняна отношения между Москвой и Ереваном охладели. Кремлю не особо нравился новый армянский лидер. На этом фоне, в феврале 2019 года, стало известно об отправке Арменией ограниченного воинского контингента в Сирию. Таким образом Армения стала первой и единственной страной поддержавшей Россию в арабской республике. Всего Ереван на ротационной основе отправил в Сирию 83 сапёра и некоторое количество военных медиков. В Ереване подчёркивали что миссия носит исключительно гуманитарный характер. Однако несмотря на это со стороны США на Армению были наложены некоторое санкции. В свою очередь министр обороны России Сергей Шойгу выразил благодарность своему армянскому коллеге Давиду Тонояну::
«Я хотел бы выразить признательность за гуманитарную помощь Сирии…..Вы были первыми, кто откликнулся на наш призыв оказать помощь сирийскому народу»
.
В июне 2020 года израильские СМИ сообщали, что российским военно-грузовым бортом из Армении в Сирию было переброшено 450 армянских солдат с целью их непосредственного участия в конфликте. В 2021 году премьер-министр Армении Никол Пашинян заявлял о необходимости усилить Объединённую группировку войск. В феврале 2022 года на одном из телеграмм-каналов военной направленности появилось несколько фотографий армянских спецназовцев в Сирии.

Армения для России была ближайшим союзником в регионе. Однако после вторжения Азербайджана на территорию Армении в 2021 и 2022 годах, и последовавшей за этим просьбой о помощи у России и ОДКБ, которую Ереван так и не получил, Армения стала дифференцировать свою систему безопасности. В свою очередь падение армянонаселённого Нагорного Карабаха лишь усилило это желание. В 2023 году Пашинян уже заявлял об ошибочности столь тесной интеграции и зависимости Армении от России в сфере военной безопасности.
«Архитектура безопасности Армении на 99,999 % была связана с Россией, в том числе по части оружия, приобретения вооружения. Но сегодня, когда сама Россия нуждается в оружии, вооружении, понятно, что при желании она не сможет обеспечить потребности Армении в сфере безопасности» — Пашинян в интервью La Repubblica (2023 год).
 Согласно «Le Monde» бездействие российских миротворческих войск во время последнего азербайджанского наступления в Нагорном Карабахе, лишь подтвердило то о чем говорил Ереван за несколько месяцев до этого: Россия больше не является надёжным партнёром для Армении. Издание отмечает что в Армении никогда не было такого большого недоверия к Москве как сейчас. Неэффективность союза Армении с Россией, а также неспособность российских миротворцев защитить Карабах, фактически вынудили Пашиняна отказаться от Нагорного Карабаха и вступить в сложные мирные переговоры с Азербайджаном в надежде обеспечить основные интересы Армении, при этом уже не полагаясь на Москву. Немецкий ученный Штефан Майстер отмечал, что вопреки своему предполагаемому образу, Россия никогда не была альтруистической защитной державой для Армении. Она поддерживала баланс между Арменией и Азербайджаном в последние десятилетия, поставляя обеим сторонам оружие и пытаясь не допустить Запад в регион.
- Монумент пограничникам в Парке победы, Ереван
- Плакат Российской погранслужбы в Ерасхе
- Монумент дружбе в приграничном селе Анипемзе

После войны 2020 года, Армения желала как можно скорее восстановить свой военный потенциал. До второй карабахской войны, доля приобретённых у России вооружений в армянской армии составляла более 95 % от всех имеющихся у Армении вооружений. В связи с чем именно к России и обратилась Армения. Между Ереваном и Арменией были заключены многомилионные контракты. Однако заказанное и заранее оплаченное вооружение так и не было поставлено в Армению. В связи с чем армянская сторона неоднократно высказывала свое недовольство таким положением дел. В сложившейся ситуации Ереван был вынужден искать новых поставщиков вооружений, коими стали Франция и Индия. Позже, в ноябре 2024 года в телеграмм канале «Военный осведомитель» были опубликованы фотографии предназначенного для Армении экспортного ЗРК «Тор-М2КМ» на шасси КамАЗ. Канал отметил что нет ничего странного в постановке на службу предназначенного на экспорт вооружения

### Отдаление от ОДКБ
В ноябре 2022 года Пашинян отказался подписывать декларацию Совета коллективной безопасности ОДКБ и проект о совместных мерах по оказанию помощи Армении, так как документ не содержал оценки «агрессии» Азербайджана. В январе 2023 года Армения отказалась проводить на своей территории учения «Нерушимое братство-2023».
«Если Армения де-юре примет решение о выходе из ОДКБ, то это произойдет после того, как Ереван зафиксирует, что ОДКБ ушла из Армении. Постоянно обсуждается, приедет мониторинговая группа в Армению или нет, почему она не приедет, мы прозрачно об этом говорим. Не исключаю, что Армения может принять решение о приостановлении или заморозке членства в ОДКБ» — Пашинян о возможности выхода из ОДКБ (2023 год).
5 сентября 2023 года Президент Армении Ваагн Хачатурян отозвал Виктора Биягова с должности постоянного и полномочного представителя республики в ОДКБ. Решение было принято по представлению премьер-министра Никола Пашиняна. Распоряжения о назначении нового постпреда пока нет.
Состоя в ОДКБ, Армения была разочарована отказом военной организации занять её сторону в конфликте с Азербайджаном, который, в отличие от Армении, не является членом организации. Бездействие ОДКБ после конфликта 2020 года, и
тем более в столкновениях 2022—2023 годах, когда организация вновь воздержалась от принятия чьей-либо стороны, расстроило армянских лидеров. В Армении отмечают что пассивность ОДКБ стимулирует агрессию Азербайджана и создаёт угрозу безопасности для Армении. За эти три года ОДКБ в отношениях с Арменией показала себя с крайне неэффективной стороны, что вынудило Армению отказаться в знак протеста от ряда саммитов проводимых организацией. После отказов в помощи, членство Армении в альянсе, больше не рассматривается Ереваном как препятствие для углубления отношений с другими партнёрами.

#### Реакция России
«Россия является абсолютно неотъемлемой составной частью этого региона, так что никуда она уходить не может. Из Армении уходить Россия не может» — Дмитрий Песков. 
«Ничего хорошего в том, что агрессивная страна НАТО пытается проникнуть в Закавказье, мы не видим. Я не думаю, что это для кого-то хорошо, в том числе для самой Армении… У нас это вызывает сожаления — действия армянского руководства» — Лавров на пресс-конференции по итогам саммита «Большой двадцатки» в Нью-Дели.

## Образы стран в учебниках Армении
В августе 2024 года МИД России раскритиковал армянский учебник по истории для 8-го класса, заявив, что «в искажённом виде изложены события на Южном Кавказе конца XVIII — начала XIX века». Туркманчайский мир представлен, как аннексия Восточной Армении. В результате авторы пообещали внести изменения в эту главу учебника.